# Enaphalodes seminitidus
Enaphalodes seminitidus là một loài bọ cánh cứng trong họ Cerambycidae.